# 韦雷苏德雷
韦雷苏德雷（法語：Verrey-sous-Drée，法語發音：[vɛʁɛ su dʁe]，意为“德雷下方的韦雷”）是法国科多尔省的一个市镇，位于该省中部偏西，属于第戎区和乌什河与山岳市镇公共社区。

## 地理
韦雷苏德雷（47°21'58"N, 4°41'20"E）面积3.44 平方千米，位于法国勃艮第-弗朗什-孔泰大區科多尔省，该省份为法国中东部省份，北起奥布省，西接涅夫勒省和约讷省，南至索恩-卢瓦尔省，东南接汝拉省，东临上索恩省，东北部与上马恩省接壤。
与韦雷苏德雷接壤的市镇（或旧市镇、城区）包括：圣埃利耶、德雷、比西拉佩勒、舍瓦奈、圣梅曼。

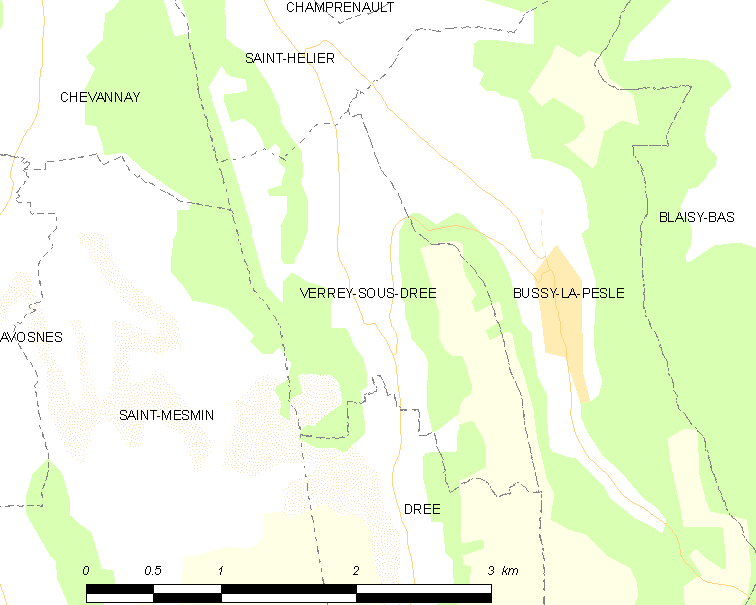
韦雷苏德雷的OSM定位图

韦雷苏德雷的时区为UTC+01:00、UTC+02:00（夏令时）。

## 行政
韦雷苏德雷的邮政编码为21540，INSEE市镇编码为21669。

## 政治
韦雷苏德雷所属的省级选区为塔朗县。

## 人口

1962-2008年间韦雷苏德雷人口变化图示

韦雷苏德雷于2022年1月1日时的人口数量为96人。